# 플람스 의회
플람스 의회(네덜란드어: Vlaams Parlement)는 플란데런의 입법부다. 또한 플람스 의회의 과거 명칭은 플람스 평의회(네덜란드어: Vlaamse Raad)였다.
플람스 의회는 플란데런 지역과 플람스어 공동체에 사는 사람을 대표하며, 플람스인들의 법률인 칙령을 통과시킨다. 칙령은 플란데런 지역의 모든 사람들에게 적용된다. 플람스 의회는 플람스 정부의 각료를 임명하고 감독하며, 예산안을 승인한다.

## 같이 보기
- 플람스어 공동체위원단